# Matt Cooke (Eishockeyspieler)
Matthew David „Matt“ Cooke (* 7. September 1978 in Belleville, Ontario) ist ein ehemaliger kanadischer Eishockeyspieler, der im Verlauf seiner aktiven Karriere zwischen 1995 und 2015 unter anderem 1046 Spiele für die Vancouver Canucks, Washington Capitals, Pittsburgh Penguins und Minnesota Wild in der National Hockey League auf der Position des linken Flügelstürmers bestritten hat. Seine größten Karriereerfolge feierte Cooke in Diensten der Pittsburgh Penguins mit dem Gewinn des Stanley Cups im Jahr 2009 und im Trikot der kanadischen Nationalmannschaft mit dem Gewinn der Weltmeisterschaft 2004.

## Karriere

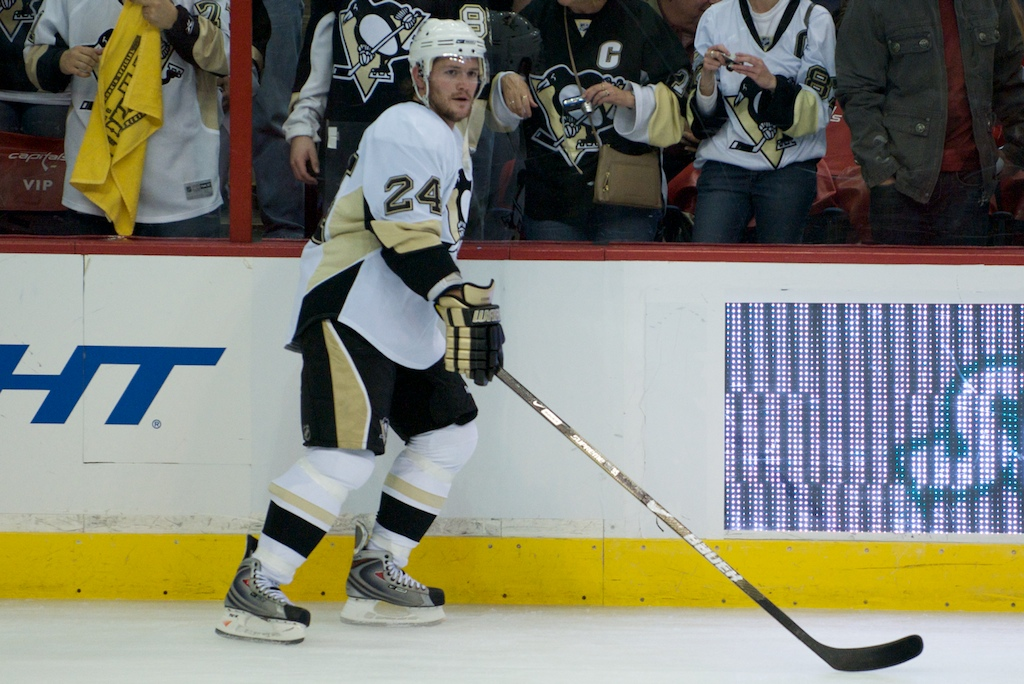
Cooke im Trikot der Pittsburgh Penguins

Der 1,80 m große Flügelstürmer spielte zunächst von 1994 bis 1995 bei den Wellington Dukes in der Metro Junior A Hockey League. Im Anschluss ging er ab 1995 für die Windsor Spitfires sowie die Kingston Frontenacs in der kanadischen Juniorenliga Ontario Hockey League aufs Eis, und erzielte in 174 OHL-Spielen der regulären Saison 168 Scorerpunkte. Beim NHL Entry Draft 1997 wurde Cooke schließlich als 144. in der sechsten Runde von den Vancouver Canucks ausgewählt.
Zunächst wurde der Linksschütze von den Canucks bei den Syracuse Crunch, einem Farmteam in der American Hockey League, eingesetzt, während der restlichen Saison 1998/99 pendelte er zwischen den Crunch und den Canucks. Ab der Spielzeit 2000/01 gehörte Cooke zum festen Stammpersonal des Franchises aus British Columbia. In der Saison 2005/06 musste er jedoch, auch aufgrund von Verletzungsproblemen, ein Karrieretief durchlaufen, als er nur 18 Punkte erzielte.
Im Verlauf der Saison 2007/08, am 26. Februar 2008, wurde der Angreifer im Tausch gegen Matt Pettinger zu den Washington Capitals transferiert. Im Juli 2008 unterzeichnete Cooke als Free Agent einen Kontrakt bei den Pittsburgh Penguins, mit denen der Stürmer in der Spielzeit 2008/09 den Stanley Cup gewann.
Im Juli 2013 unterzeichnete Cooke einen Dreijahresvertrag im Gesamtwert von 7,5 Millionen US-Dollar bei den Minnesota Wild. Aus diesem wurde er jedoch bereits nach der Saison 2014/15 vorzeitig herausgekauft (buy-out) und er beendete in der Folge seine aktive Karriere.

### International
Mit der kanadischen Nationalmannschaft gewann Matt Cooke bei der Weltmeisterschaft 2004 die Goldmedaille, zudem bestritt er die Junioren-Weltmeisterschaft 1998. Bei der Weltmeisterschaft 2004 erzielte Cooke im Finalspiel gegen Schweden den Treffer zum 5:3-Endstand.

## Erfolge und Auszeichnungen
- 2004 Goldmedaille bei der Weltmeisterschaft
- 2009 Stanley-Cup-Gewinn mit den Pittsburgh Penguins

## Karrierestatistik

### International
Vertrat Kanada bei:
- Junioren-Weltmeisterschaft 1998
- Weltmeisterschaft 2004

(Legende zur Spielerstatistik: Sp oder GP = absolvierte Spiele; T oder G = erzielte Tore; V oder A = erzielte Assists; Pkt oder Pts = erzielte Scorerpunkte; SM oder PIM = erhaltene Strafminuten; +/− = Plus/Minus-Bilanz; PP = erzielte Überzahltore; SH = erzielte Unterzahltore; GW = erzielte Siegtore; 1 Play-downs/Relegation; Kursiv: Statistik nicht vollständig)